# Juin 1916

## Événements
- France : premier comité secret à la Chambre des députés en France.
- Les Tchèques Tomáš Garrigue Masaryk, Edvard Beneš et le Slovaque Milan Stefánik fondent à Paris un Conseil national tchécoslovaque.

- 3 juin : les Alliés proclament l’état de siège à Salonique à la suite de la prise du fort de Rupel par les troupes germano-bulgares.

- 4 juin : offensive russe du général Broussilov contre les forces allemandes de Mackensen (fin en août).

- 5 juin[1] : proclamation de l'indépendance du Hedjaz (1916-1924).

- 6 juin : 
  - Les troupes belges prennent Usumbura[2].
  - Mort du président de la République de Chine Yuan Shikai. Le vice-président Li Yuanhong qui lui succède rétablit le régime constitutionnel de 1912. Il voit la Chine en proie à l’anarchie militaire au Nord (Zhang Zuolin en Mandchourie, Duan Qirui à Pékin) et à l'anarchie politique dans le Sud.

- 7 juin : offensive allemande à Verdun. Chute du fort de Vaux puis de Thiaumont, Fleury-devant-Douaumont.

- 10 juin : grande révolte arabe contre les Turcs de Hussein ibn Ali, shérif de La Mecque, avec l’aide des Britanniques. Les quatre fils du shérif, Ali, Abdallah, Fayçal et Zayd dirigent la révolte. La Mecque et les principales villes du littoral sont prises, mais Médine résiste avec une forte garnison. Des officiers britanniques et français sont envoyés dans le Hedjaz pour conseiller les chefs de la révolte à la fin de l’année. Thomas Edward Lawrence se lie d’amitié avec Fayçal et conseille d’abandonner la prise de Médine et de porter la révolte vers le nord et de couper la ligne de chemin de fer du Hedjaz.

- 13 juin : premier bombardement aérien allemand sur Londres menés par des avions : 14 « Gotha » engagés. Le bilan du bombardement est lourd pour les Londoniens : 162 morts et 426 blessés.

- 14 juin, France : instauration de l'heure d'été pour réaliser des économies d'éclairage[3].

- 18 juin : 
  - l'as allemand Max Immelmann, surnommé l'aigle de Lille, meurt au cours d'un combat aérien contre un FE.2b du Squadron 25 piloté par le Lieutenant Mc Cubbin;
  - « Miracle de Pantin ». Deux avions français se télescopent au-dessus de Pantin, s'encastrant l'un dans l'autre. Les appareils désormais liés l'un à l'autre descendent en vrille, et se « posent » entre un arbre et une maison, en restant suspendus, évitant ainsi de s'écraser au sol. Les quatre occupants des deux avions n'ont pas une égratignure!

- 21 juin (Verdun) : les Allemands atteignent les abords de Froideterre.

- 22 juin : le Premier ministre grec Zaïmis ordonne la démobilisation de l’armée à la suite de dissensions avec les Alliés.

- 22 juin - 27 juillet, France : contrôle du Parlement aux armées.

- 29 juin : premier vol du « Boeing B&W », premier appareil sorti des usines Boeing.

## Naissances
- 1er juin : Jean Jérôme Hamer, cardinal belge de la curie romaine († 2 décembre 1996).
- 8 juin : Luigi Comencini, réalisateur italien († 6 avril 2007).
- 12 juin : Irwin Allen, réalisateur, producteur et scénariste américain († 2 novembre 1991).
- 18 juin : Julio César Turbay Ayala, président de la République de Colombie de 1978 à 1982 († 13 septembre 2005).
- 20 juin : Jean-Jacques Bertrand, premier ministre du Québec († 22 février 1973).
- 29 juin : Ruth Warrick, actrice américaine († 15 janvier 2005).

## Décès
- 2 juin : Raffaele Faccioli, peintre italien (° 27 décembre 1845).
- 27 juin : Daniel Webster Marsh, homme d'affaires et maire de Calgary.
- 30 juin : Gaston Maspero, égyptologue français (° 1846).